# Алексеевка (Волоконовский район)
Алексеевка — посёлок в Волоконовском районе Белгородской области России. В составе Шидловского сельского поселения.

## География
Посёлок расположен в восточной части Белгородской области, в 13,1 км по прямой к северо-западу от северо-западных окраин районного центра Волоконовки. Непосредственно граничит с посёлком Новым на северо-востоке.

## История
В конце 1920-х и в 1930-е годы в Шидловском сельском совете Волоконовского района был поселок Алексеевский. В документах 1950-х и последующих годов поселок в том же сельсовете и районе именуется Алексеевкой.

## Население
В 1931 году в посёлке было 234 жителя.
В январе 1979 года в Алексеевке — 140 жителей, в январе 1989 года — 102 (42 мужчины, 60 женщин). В 1997 году в посёлке Алексеевка Шидловского сельского округа Волоконовского района — 45 домовладений, 105 жителей.
| 2002 | 2010 |
| ---- | ---- |
| 103  | ↘79  |